# Il sergente Bum!
Il sergente Bum! (South Sea Woman) è un film del 1953 diretto da Arthur Lubin.